# Prácheňsko
Prácheňsko je historické správní území Českého království a rovněž etnografický subregion Pošumaví. Nachází se na rozhraní současných krajů Jihočeského, Plzeňského a okrajově i Středočeského. Zhruba se shoduje s povodím řeky Otavy. Prácheňsko se nazývá podle někdejšího hradu Prácheň u Horažďovic, který byl původním správním centrem kraje. Pozdějším střediskem bylo sídlo hejtmana prácheňského kraje, např. Blatná a zejména Písek, dále sem patřily města Březnice, Horažďovice, Prachatice, Vimperk, Rožmitál pod Třemšínem, Strakonice, Sušice, Vodňany nebo Volary. Označení Prácheňsko je v oblasti dodnes poměrně živé, používá se v turistických a regionálních publikacích i mezi obyvateli jako vyjádření místní identity.

## Historie

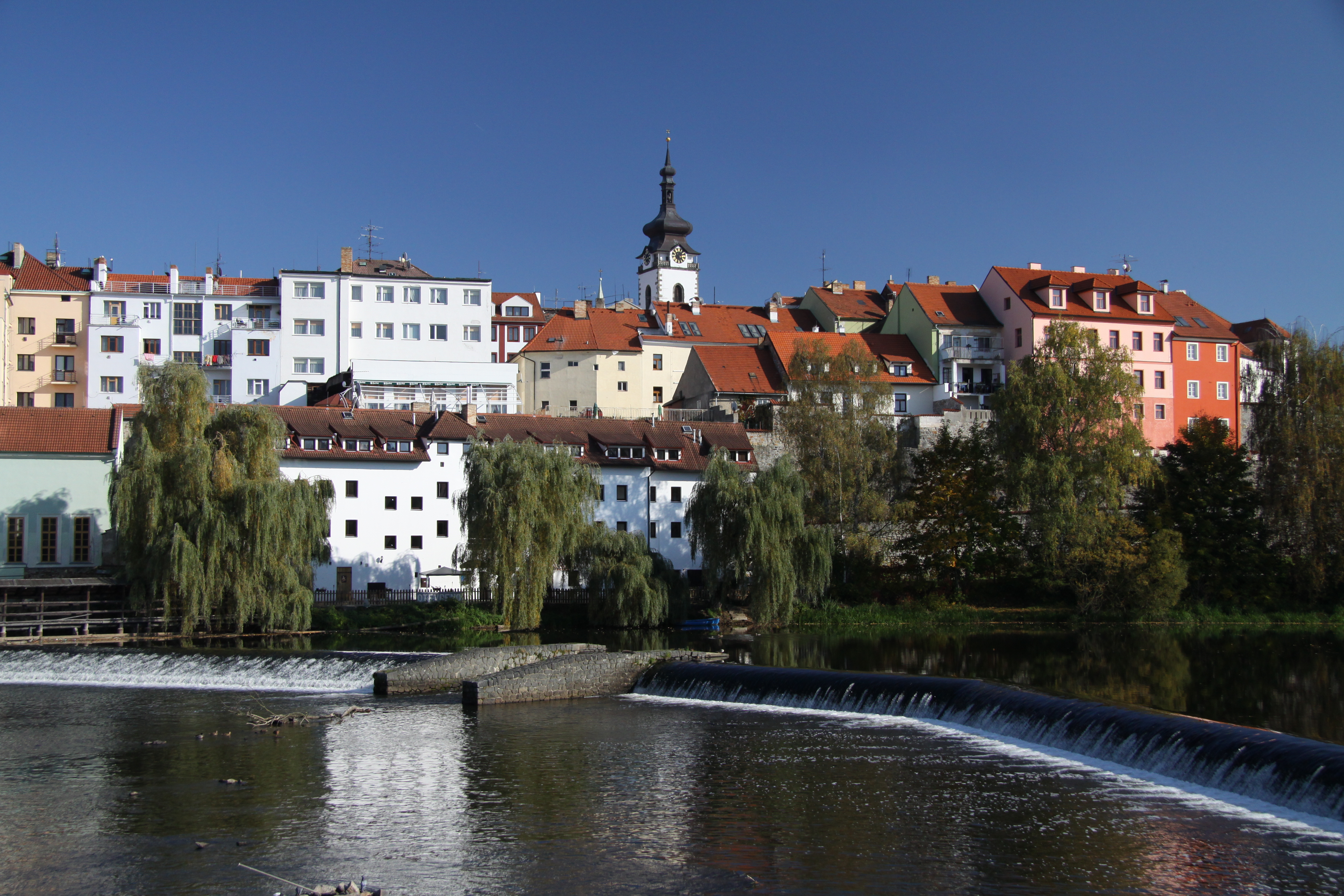
Písek – dřívější „srdce“ Prácheňska

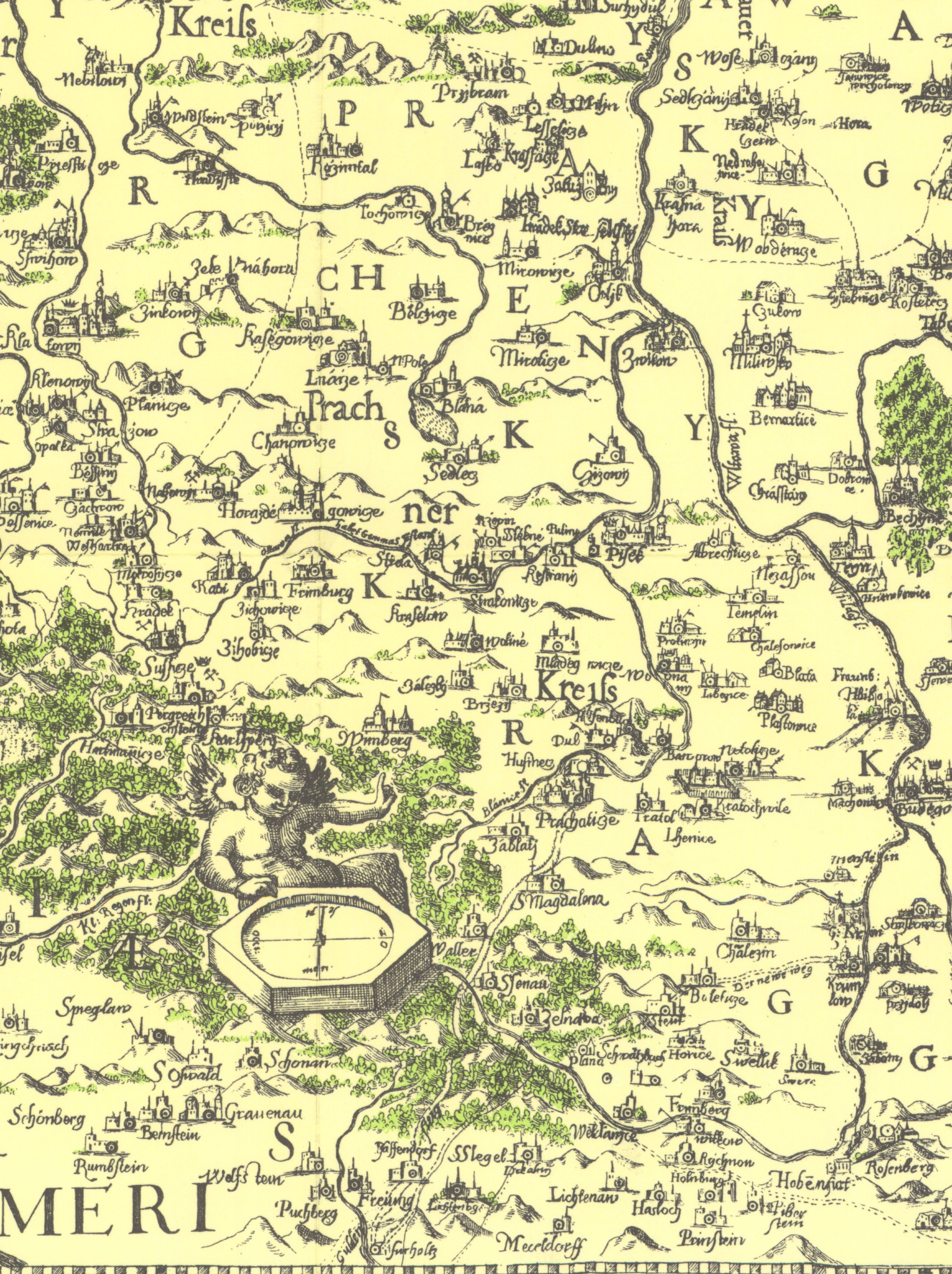
Nejstarší vyobrazení Prácheňského kraje na Aretinově mapě 1619

Jako správní jednotka (kraj) existovalo Prácheňsko od 13. století (počátkem 15. století se mu také říkalo Sušický kraj kvůli existenci soudu v Sušici) až do reformy krajského uspořádání v letech 1849–1850, kdy bylo rozděleno mezi kraj Budějovický a Plzeňský. Roku 1855 bylo nakrátko obnoveno jako Písecký kraj, ale roku 1862 zrušením krajů zaniklo jako správní jednotka definitivně. Pozdější správní reformy let 1920, 1949, 1960 i 2000 potvrdily rozdělení historického Prácheňska mezi kraj Budějovický (resp. Jihočeský) a Plzeňský (resp. Západočeský).
Oživení se tento historický kraj dočkal v roce 2010, kdy se Prácheňsko stalo čtrnáctým regionem v rámci Asociace regionálních značek, která zaštiťuje certifikované značení regionálních výrobků a služeb. Místní výrobky tak používají označení „PRÁCHEŇSKO regionální produkt“ a grafickou značku, které představuje stylizovanou podobu hradu Prácheň. Existuje také mikroregion Prácheňsko.

## Vymezení
Tento kraj měl hraniční čáru procházející v blízkosti: Železná Ruda – Sušice – Kasejovice – Rožmitál pod Třemšínem – Milín u Příbrami – dále šla hranice zhruba po řece Vltavě k Českým Budějovicům, přesněji k Hluboké nad Vltavou, kde uhýbala směrem k Lhenicím, před Lhenicemi šla dále k jihu k dnešním břehům Lipna u Horní Plané a k hranici s Bavorskem. Do 16. století zahrnoval Prácheňský kraj i střední Povltaví a Brdy; toto území později tvořilo kraj Berounský.
Podle současného členění je území historického Prácheňska tvořeno zhruba okresy Písek, Strakonice a částmi okresů Prachatice, Klatovy a Příbram.
Z pohledu kulturně-etnografického přecházelo Prácheňsko v jihozápadní části (na Šumavě a v Pošumaví) do oblasti Podlesí, ačkoli z hlediska organizačně-správního tvořilo Podlesí nedílnou část Prácheňského kraje.
Dnešní regionální značka Prácheňsko pokrývá o něco menší území: zpočátku byl vymezen okresy Písek a Strakonice (bez několika obcí na jihu Strakonicka), v roce 2016 od něj bylo odděleno území obce s rozšířenou působností Milevsko, které se stalo součástí regionu Toulava.

## Osídlení
Nejstarším sídlem kraje byl hrad Prácheň poblíž dnešních Horažďovic. Již ve středověku (13. století) přešla funkce sídla kraje na (Nový) Písek, který ve funkci krajského města vydržel až do poloviny 19. století.
Prácheňský kraj obývali podle sčítání z 18. století z více než 90 % Češi. Německé obyvatelstvo převažovalo v Pošumaví, v některých městech ve vnitrozemí tvořilo menšinu. Především v malých poddanských městech (Čkyně, Březnice, Kasejovice…) i ve větších královských městech (Vodňany, Písek…) žilo též obyvatelstvo židovského původu. Židé se většinou živili jako drobní obchodníci. Jejich ghetto ve městě Kasejovice, kde tvořili až 11 % populace, se dochovalo jako memento z ne vždy slavné minulosti. Další židovské ghetto Lokšany se synagogou vzniklo v letech 1726–1747 v Březnici.

## Sídla v kraji Prácheňském roku 1654
Místa v kraji Prácheňském z roku 1654, označená v berní rule tohoto kraje jako města a městečka

### Města
| Jméno města    | stav                                          | obyvatel roku 1702* | počet budov roku 1830 | obyvatelstvo přítomné roku 1830 | obyvatelstvo domácí roku 1830 |
| -------------- | --------------------------------------------- | ------------------- | --------------------- | ------------------------------- | ----------------------------- |
| Písek          | královské krajské město                       | 1391                | 469                   | 5445                            | 5112                          |
| Sušice         | královské město                               |                     | 401                   | 2893                            | 2978                          |
| Horažďovice    | poddanské, panské město, panství Horažďovice  | 817                 | 240                   | 1793                            | 1900                          |
| Strakonice     | poddanské, duchovní město, panství Strakonice | 632                 | 407                   | 3825                            | 3511                          |
| Prachatice     | poddanské, panské město, panství Prachatice   | 564                 | 326                   | 2529                            | 2560                          |
| Netolice       | poddanské, panské město, panství Netolice     |                     | 309                   | 1938                            | 1969                          |
| Březnice       | poddanské, panské město, panství Březnice     |                     | 240                   | 1943                            | 1998                          |
| Vodňany        | poddanské, panské město, panství Vodňany      | 563                 | 316                   | 2104                            | 2081                          |
| Volyně         | poddanské, duchovní město, panství Volyně     | 516                 | 215                   | 1531                            | 1571                          |
| Kašperské Hory | královské horní město                         | 477                 | 197                   | 1684                            | 1715                          |
| Vimperk        | poddanské, panské město, panství Vimperk      | 443                 | 206                   | 1617                            | 1642                          |
| Blatná         | poddanské, panské město, panství Blatná       | 287                 | 227                   | 1496                            | 1570                          |
| Stříbrné Hory  | poddanské, panské město, panství Nalžovy      |                     | 107                   | 631                             | 667                           |

(* Roku 1702 jsou obyvatelé nad 10 let)

### Městečka
| Jméno městečka         | stav                                                        | počet budov roku 1830 | obyvatelstvo přítomné roku 1830 | obyvatelstvo domácí roku 1830 |
| ---------------------- | ----------------------------------------------------------- | --------------------- | ------------------------------- | ----------------------------- |
| Vlachovo Březí         | poddanské, rytířské městečko, statek Vlachovo Březí         | 259                   | 2057                            | 2124                          |
| Volary                 | poddanské, panské městečko, panství Volary                  | 222                   | 2048                            | 2045                          |
| Hluboká nad Vltavou    | poddanské, panské městečko, panství Hluboká a Dříteň        | 179                   | 1785                            | 1774                          |
| Rožmitál pod Třemšínem | poddanské, duchovní městečko, panství Rožmital              | 251                   | 1648                            | 1666                          |
| Kasejovice             | poddanské, panské městečko, panství Lnáře                   | 217                   | 1238                            | 1283                          |
| Protivín               | poddanské, panské městečko, panství Protivín a Skočice      | 127                   | 1231                            | 1242                          |
| Sedlice                | poddanské, panské městečko, panství Sedlice                 | 167                   | 1226                            | 1235                          |
| Mirotice               | poddanské, rytířské městečko, statek Mirotice               | 148                   | 1105                            | 1222                          |
| Bavorov                | poddanské, panské městečko, panství Netolice                | 196                   | 1194                            | 1219                          |
| Husinec                | poddanské, panské městečko, panství Vimperk a Drslavice     | 154                   | 1147                            | 1139                          |
| Lhenice                | poddanské, panské městečko, panství Netolice                | 154                   | 1069                            | 1101                          |
| Mirovice               | poddanské, panské městečko, panství Orlík a Zvíkov          | 122                   | 1027                            | 1031                          |
| Kolinec                | poddanské, panské městečko, statek Kolinec                  | 115                   | 918                             | 994                           |
| Strunkovice            | poddanské, panské městečko, panství Netolice                | 130                   | 882                             | 904                           |
| Velhartice             | poddanské, rytířské městečko, statek Velhartice             | 123                   | 856                             | 875                           |
| Štěkeň                 | poddanské, panské městečko, panství Štěkeň, Čechnice Řepice | 107                   | 752                             | 775                           |
| Záblatí                | poddanské, panské městečko, panství Vimperk a Drslavice     | ?                     | 655                             | 671                           |
| Rabí                   | poddanské, rytířské městečko, statek Rabí                   | 94                    | 536                             | 540                           |
| Katovice               | poddanské, panské městečko, panství Střela a Hoštice        | 78                    | 530                             | 547                           |
| Rejštejn               | horní městečko                                              | 67                    | 496                             | 522                           |
| Radomyšl               | poddanské, duchovní městečko, panství Strakonice            | 95                    | 510                             | 496                           |
| Hory Matky Boží        | horní městečko                                              | 75                    | 444                             | 457                           |
| Hartmanice             | poddanské městečko majetek královského města Sušice         | 59                    | 323                             | 333                           |
| Purkarec               | poddanské, panské městečko, panství Hluboká a Dříteň        |                       |                                 |                               |
| Jinín                  | poddanské, panské městečko, panství Sedlice                 |                       |                                 |                               |
| Hrádek                 | poddanské, rytířské městečko, statek Hrádek                 |                       |                                 |                               |
| Heřmaň                 | poddanské městečko majetek královského města Písku          |                       |                                 |                               |